# Gunnar Olafsson
Gunnar Ólafsson (Reykjanesbær, Suðurnes, 9 de junio de 1993) es un baloncestista islandés que actualmente juega en el Stjarnan Garðabær de la Domino's deildin islandesa. Con 1,90 metros de estatura, juega en la posición de escolta. Es internacional con Islandia.

## Trayectoria deportiva
Es un escolta que en la temporada 2012-13 debutó en la Domino's deildin islandesa con el Fjölnir Reykjavík. 
En la 2013-2014 fue campeón de la Copa de las Empresas, la segunda competición copera de Islandia, con el Keflavík, antes de comenzar su período de formación estadounidense.
El escolta se formaría durante 4 temporadas en el St. Francis College, en Brooklyn, Nueva York, de la Division I de la NCAA.
En 2018, tras no ser elegido en el Draft de la NBA de 2018, regresa a su país para disputar la temporada 2018-19 en su país natal, en el Keflavík de la Domino's deildin, donde disputó 25 encuentros en los que promedió 14,1 puntos, 3,9 rebotes y 2 asistencias por partido. 
En julio de 2019 llega a España para jugar en las filas del Oviedo Club Baloncesto de la Liga LEB Oro., con el que firma por tres temporadas. En noviembre de 2019, es cortado por el club ovetense tras participar en ocho partidos esta temporada, promediando 3 puntos, 1 asistencias y -1 de valoración en veinticinco minutos.